# Monastyrysjtsje
Monastyryshche (ukrainsk: Монастирище ukrainsk udtale: [monɐstɪˈrɪʃtʃe]) er en by i Uman rajon i Tjerkasy oblast (provins) i Ukraine. Den er hjemsted for administrationen af Monastyryshche urban hromada, en af Ukraines hromadaer.
Indtil 18. juli 2020 fungerede Monastyrysjtje som administrativt center for Monastyrysjtje rajon. Raionen blev afskaffet i juli 2020 som led i den administrative reform af Ukraine, der reducerede antallet af raioner i Tjerkasy oblast til fire. Området i Monastyrysjtje raion blev slået sammen med Uman raion.
Byen har 8.925 (2016) indbyggere.